# Pjasinski zaljev
Pjasinski zaljev (rus. Пясинский залив), također poznat kao zaljev Pjasina, je zaljev na ušću rijeke Pjasine u Karsko more. 

## Geografija
U zaljevu su brojni otoci i otočne skupine, od kojih su najvažniji skupina Zveroboj (Zapadnij, Malij, Severnij), mala skupina otoka Trio i otoci Ptiči, otoci Labirintovije (u delti rijeke Pjasine), niz otoka Begičevskaja Kosa i otok Farvaternij.
Sa svoje zapadne strane ograničena je otocima Kamenije, a sa svoje sjeveroistočne strane hridima Minina.

## Klima
Klima na ovom području je oštra, s dugim i ljutim zimama te čestim mećavama i burama. Zaljev je zaleđen oko devet mjeseci u godini, a čak ni ljeti nikada nije posve oslobođen santi leda.

## Flora i fauna
Obala zaljeva je prekrivena tundrom. 

## Povijest istraživanja
Pjasinski zaljev je istražio barun Eduard von Toll tijekom svog posljednjeg pothvata, ruske arktičke ekspedicije 1900.–1902.